# Manuel Fumic
Manuel Fumic (Kirchheim unter Teck, 30 maart 1982) is een Duits mountainbiker. Hij vertegenwoordigde zijn vaderland driemaal op rij bij de Olympische Spelen: in 2004, 2008 en 2012. Zijn beste olympische prestatie was de zevende plaats in Londen (2012). Hij is de jongere broer van collega-mountainebiker Lado Fumic.

## Erelijst

### Mountainbike
2001
- Duits kampioen cross country (beloften)
- Europees kampioenschap cross country

2002
- Duits kampioen cross country (beloften)

2003
- Duits kampioen cross country (beloften)
- Wereldkampioenschap cross country (beloften)
- Europees kampioenschap cross country (beloften)

2004
- Duits kampioen cross country (beloften)
- Wereldkampioenschap cross country (beloften)
- Europees kampioenschap cross country (beloften)
- 8e Olympische Spelen cross country (elite)

2005
- 6e Wereldkampioenschap cross country (elite)
- 22e in WB-eindklassement

2007
- 5e Wereldkampioenschap cross country (elite)
- 3e in Maribor

2008
- Duits kampioen cross country (elite)
- 11e Olympische Spelen cross country (elite)

2010
- 6e in Dalby Forest
- 2e in Houffalize

2012
- Duits kampioen cross country (elite)
- 7e Olympische Spelen  cross country (elite)
- 3e in Pietermaritzburg
- 2e in Gränichen
- 2e in Boom
- 7e WK